# Дзабарелла, Франческо

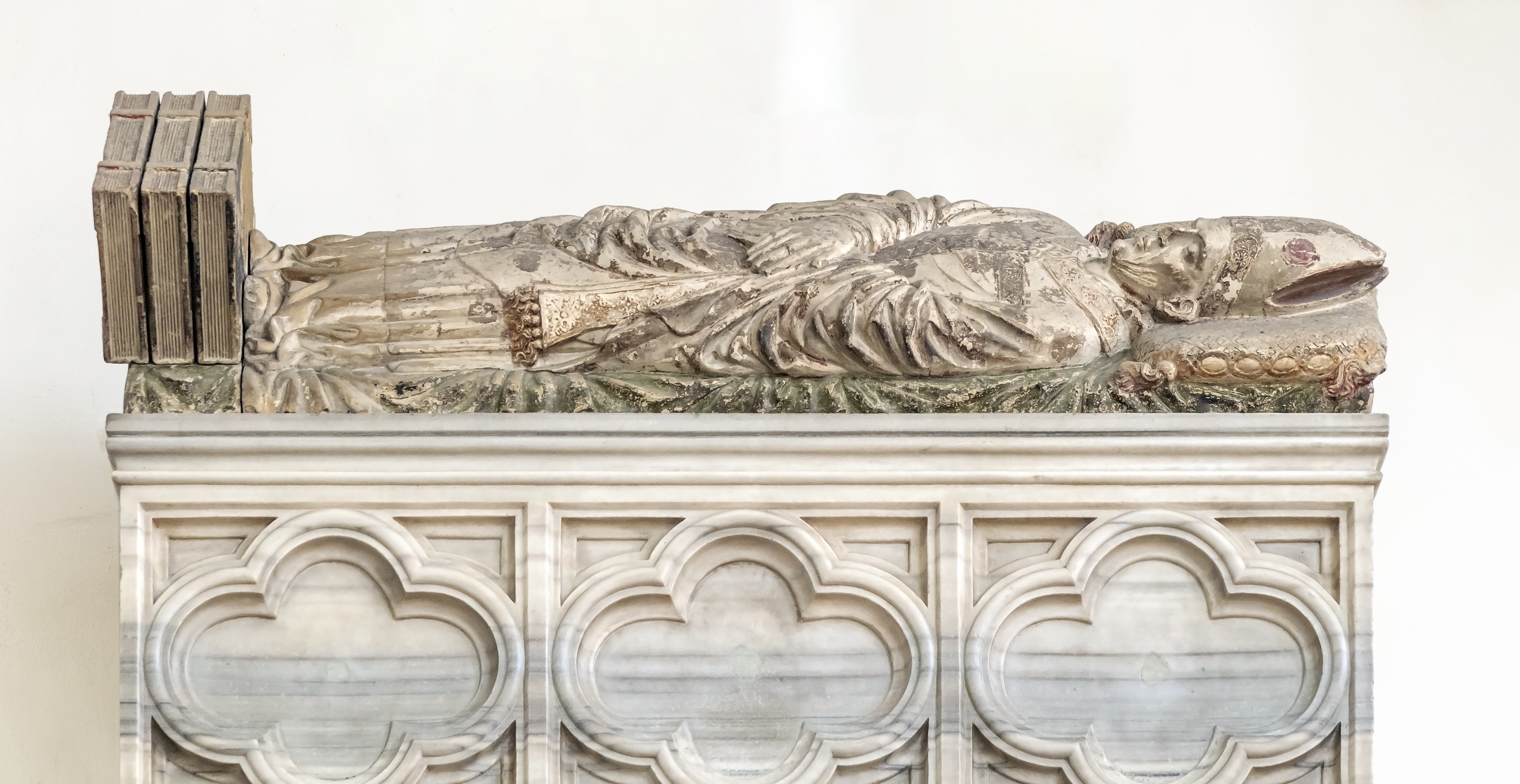
Могила кардинала Франческо Забареллы.

Франческо Дзабарелла (Zabarella или De Zabarellis, 10 августа 1360, Падуя — 26 сентября 1417) — преподавал каноническое право в Падуе и Флоренции, позже был флорентийским архиепископом и кардиналом.
В эпоху великого раскола Забарелла был одним из главных инициаторов созвания Констанцского собора, требовал реформы церкви, старался положить конец раздорам между тевтонскими рыцарями и Польшей; принимал участие в комиссии, назначенной для исследования учения Гуса. Смерть помешала вероятному избранию его в Папы. Из его трудов выделяются: «Commentarii in decretales et Clementinas»; «De felicitate libri III»; «Opuscula de artibus liberalibus»; «De natura rerum divinarum»; «Commentarii in naturalem et moralem philosophiam»; «Historia sui temporis concilia» (1582); «De schismate».

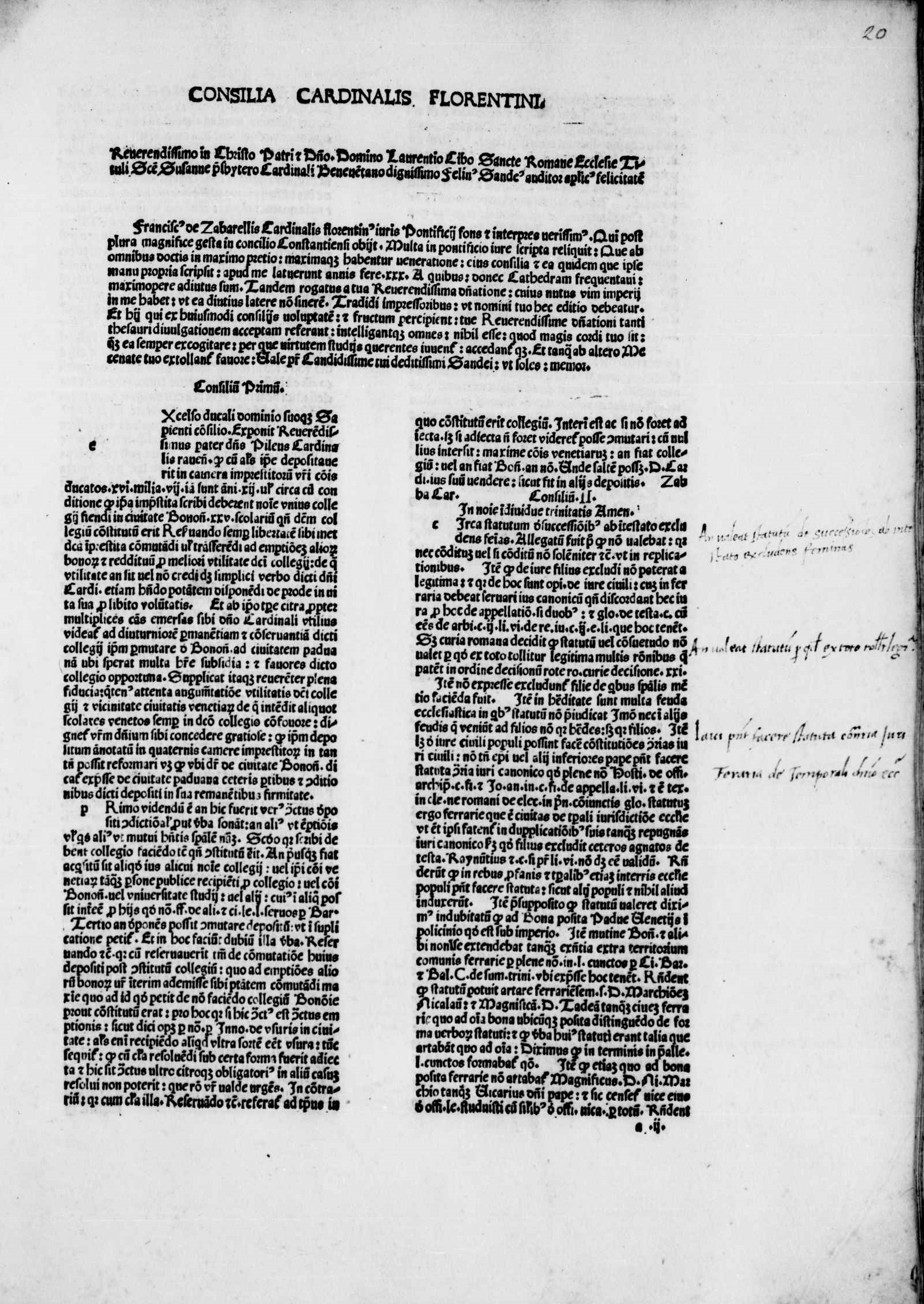
Consilia, édition du 1490